# Centrum (Stettin)
Das Centrum (sinngemäß Zentrum) ist eine zentral gelegene Siedlung von Stettin im Stadtbezirk Śródmieście. In ihm liegt das historische Zentrum mit dem Berliner Tor, dem Grunwaldzki-Platz, der Universität Stettin, der Kunstakademie Stettin und dem Wolkenkratzer Pazim. In Centrum befinden sich einige Einrichtungen wie Amtsgericht Szczecin-Prawobrzeże i Zachód, Versicherungsamtsabteilung von PZU, Staatsarchiv,  Steuerverwaltungskammer sowie Konsulate von Litauen, Zypern und Dänemark.

## Lage
Das Centrum grenzt an: Śródmieście-Północ (im Norden), Stare Miasto (im Osten), Nowe Miasto (im Süden) und Śródmieście-Zachód (im Südosten).

## Einwohner
Die Siedlung Centrum hat 15.392 Einwohner (Stand: 6. August 2022) und ist damit die bevölkerungsreichste Siedlung des Bezirks Śródmieście.

## Sehenswürdigkeiten
Charakteristisch für das Zentrum ist die sternförmige Straßenführung mit den fünf Platzen: Grunwaldzki-Platz, Odrodzenia-Platz, Szarych-Szeregów-Platz, Lotników-Platz und Zgody-Platz.

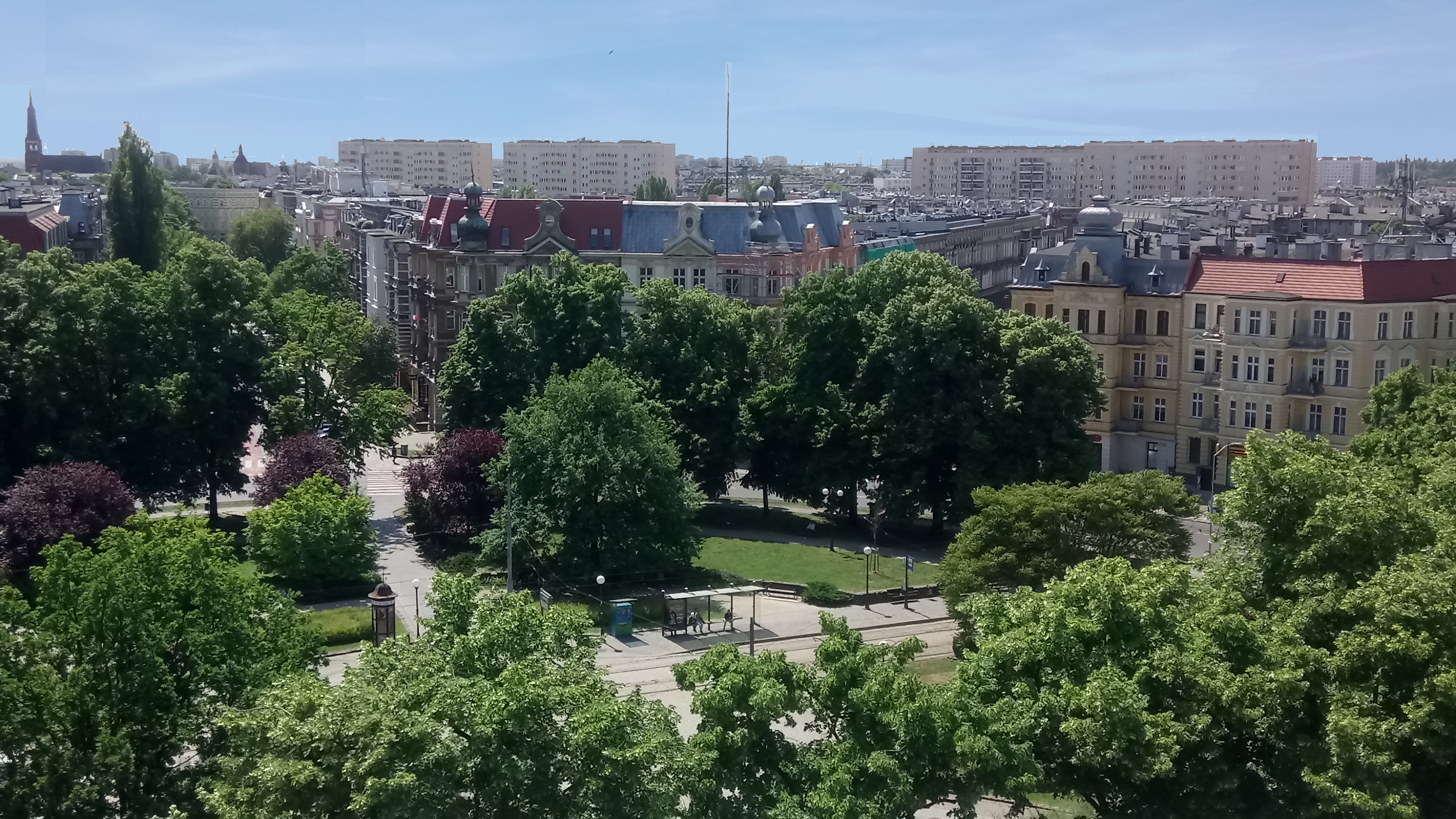
Plac Grunwaldzki
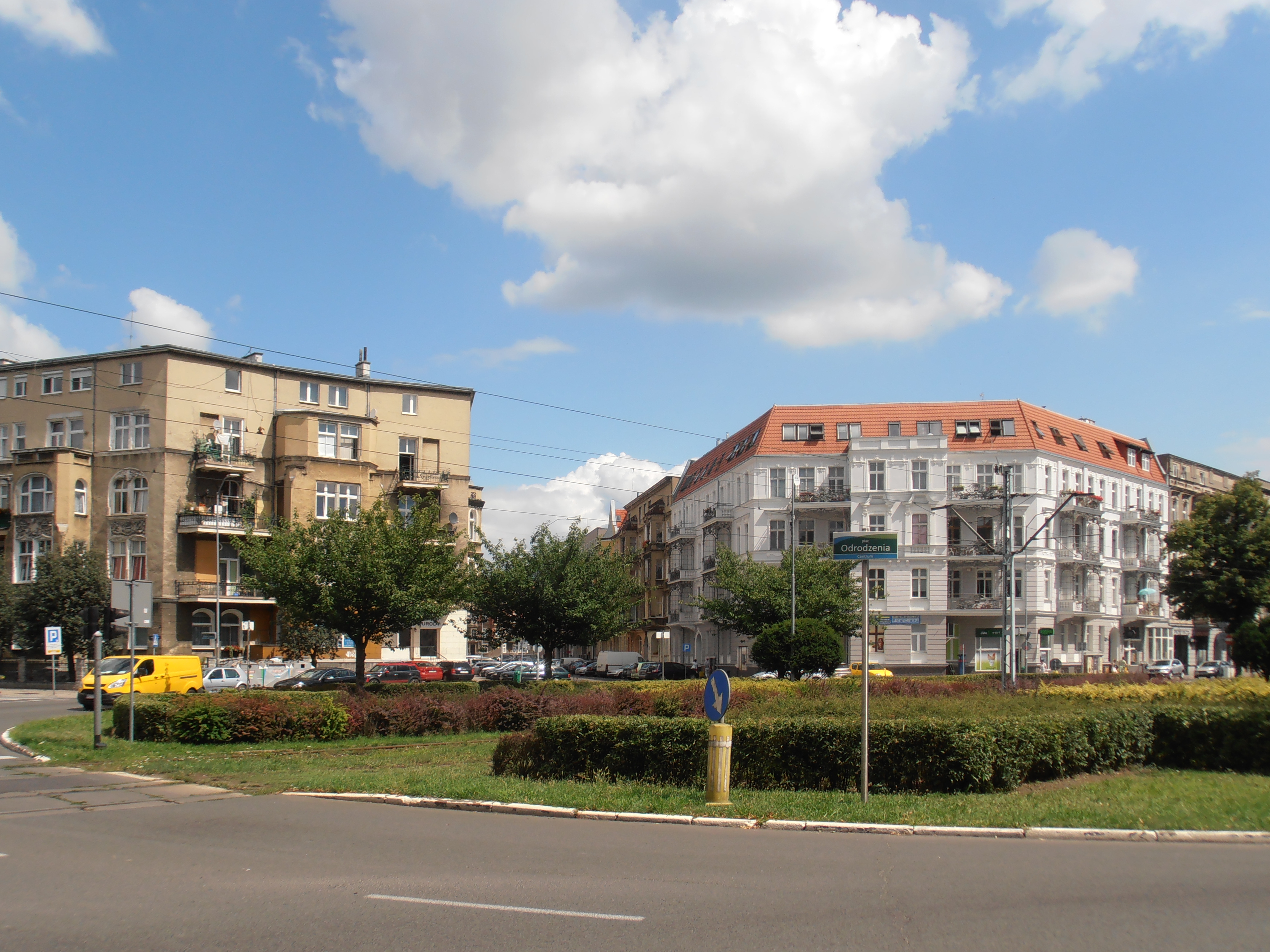
Plac Odrodzenia
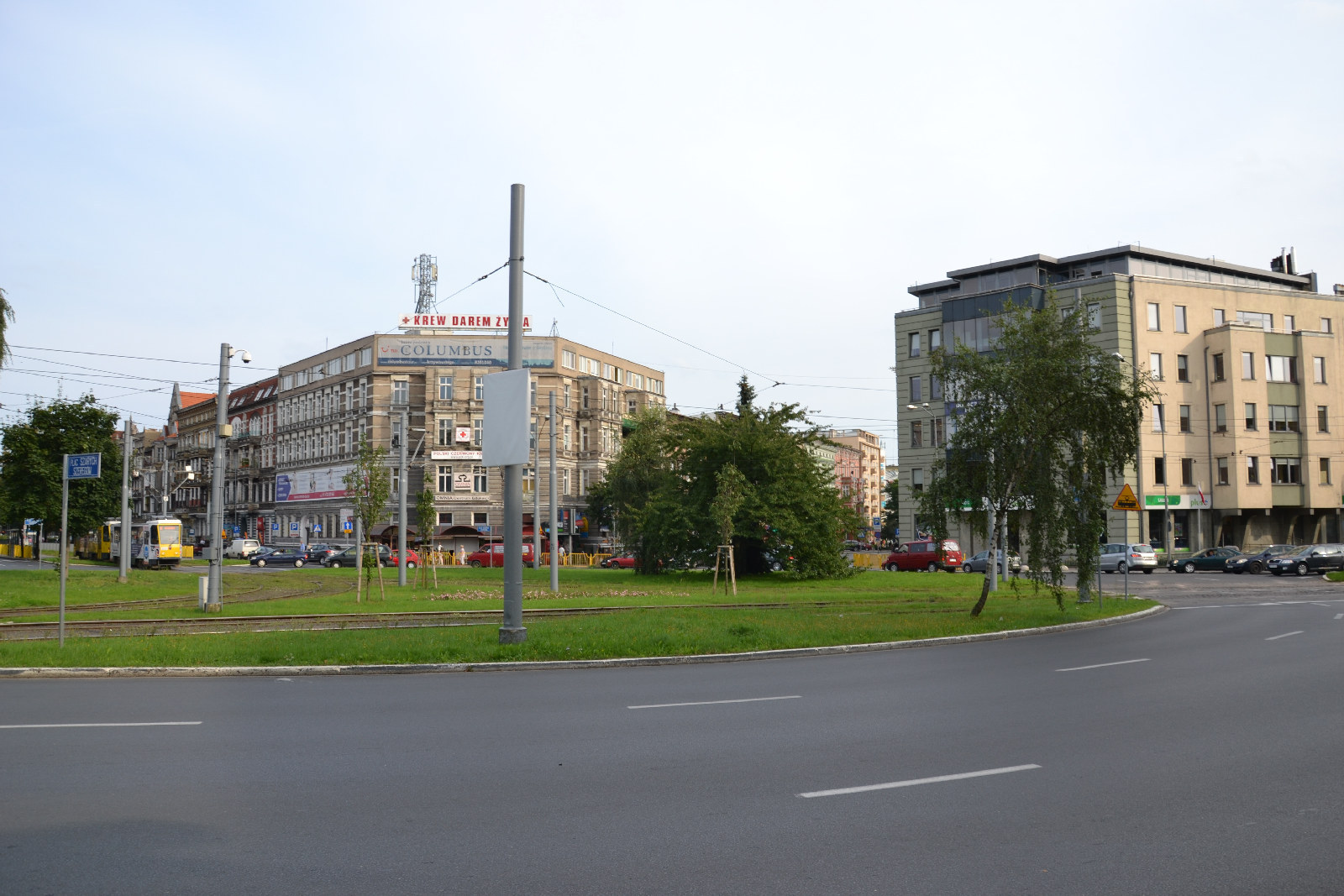
Plac Szarych Szeregów

Bedeutende Gebäude in Centrum sind u. a.: ehemalige Generallandschaftsdirektion, Postdirektion, Staatsarchiv und Berliner Tor.

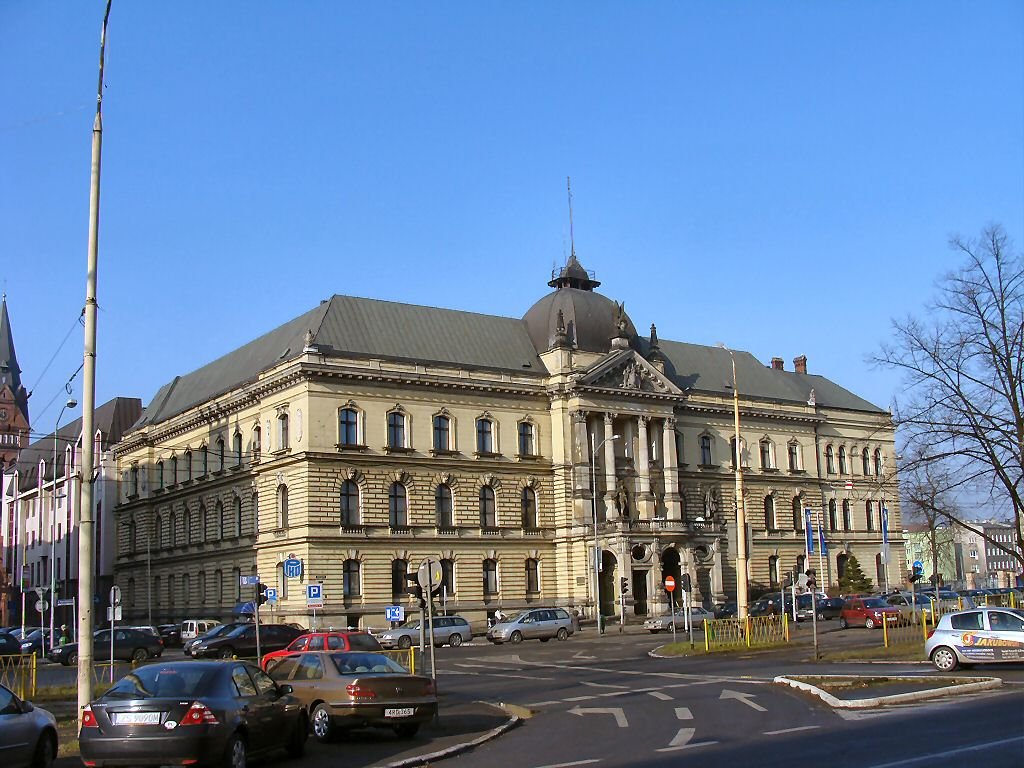
Ehemalige Generallandschaftsdirektion
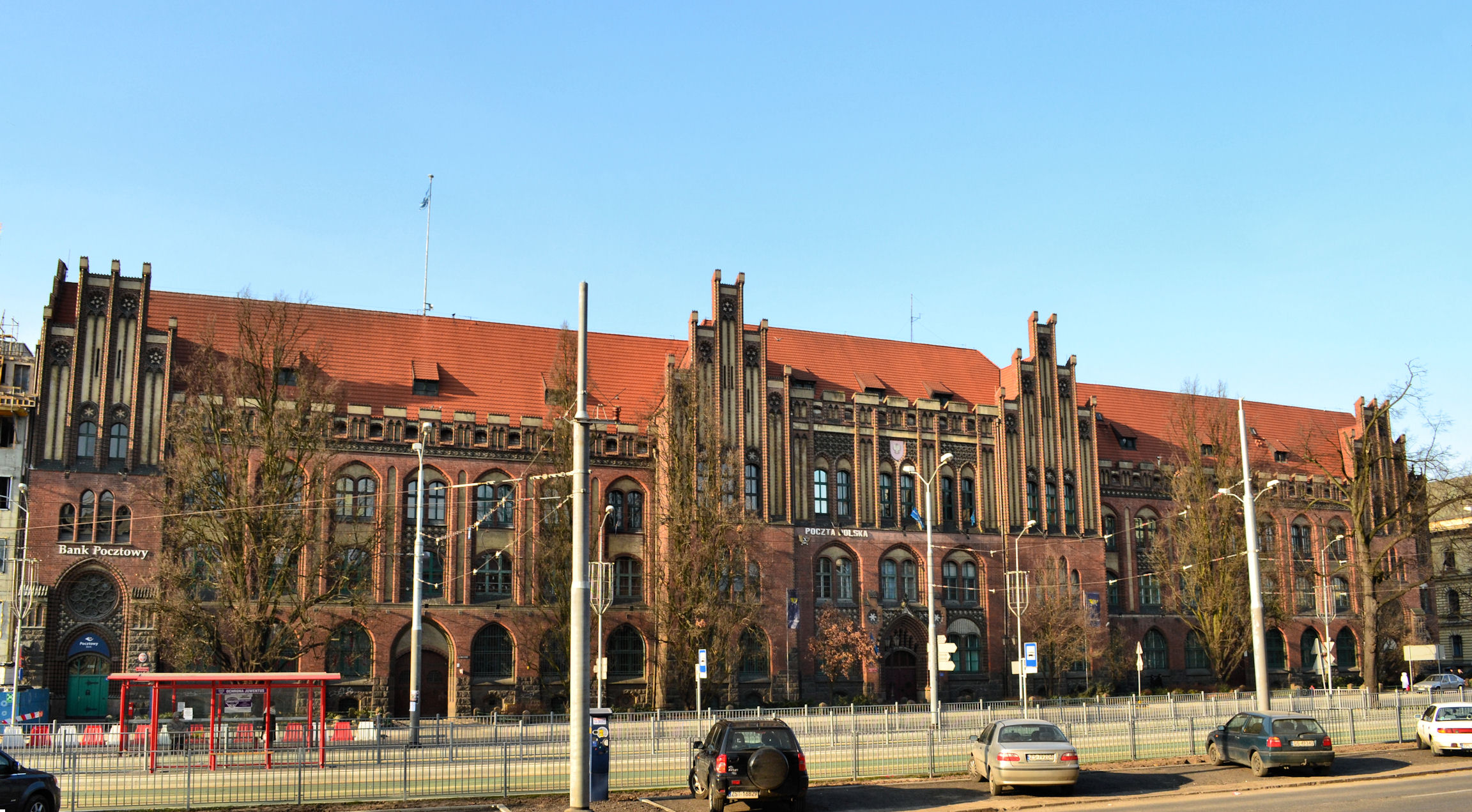
Postdirektion
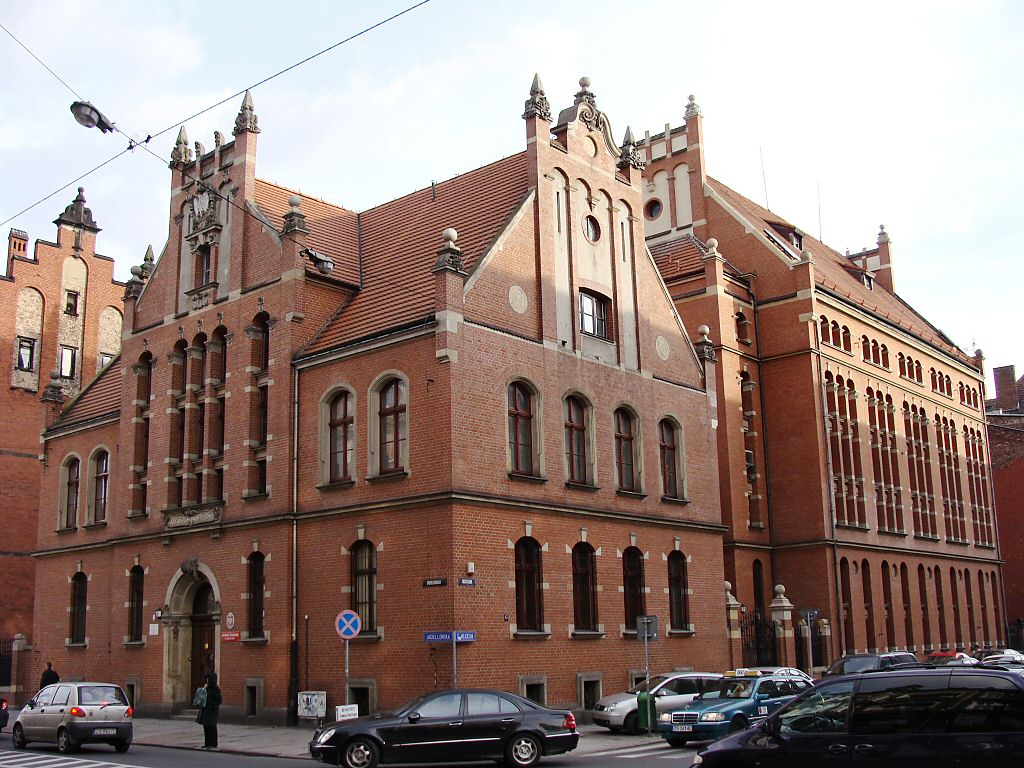
Staatsarchiv

Als Sakralbauten sind folgende bekannt: St.-Adalbert-Garnisonkirche, Herz-Jesu-Kirche sowie Basilika St. Johannes der Täufer.

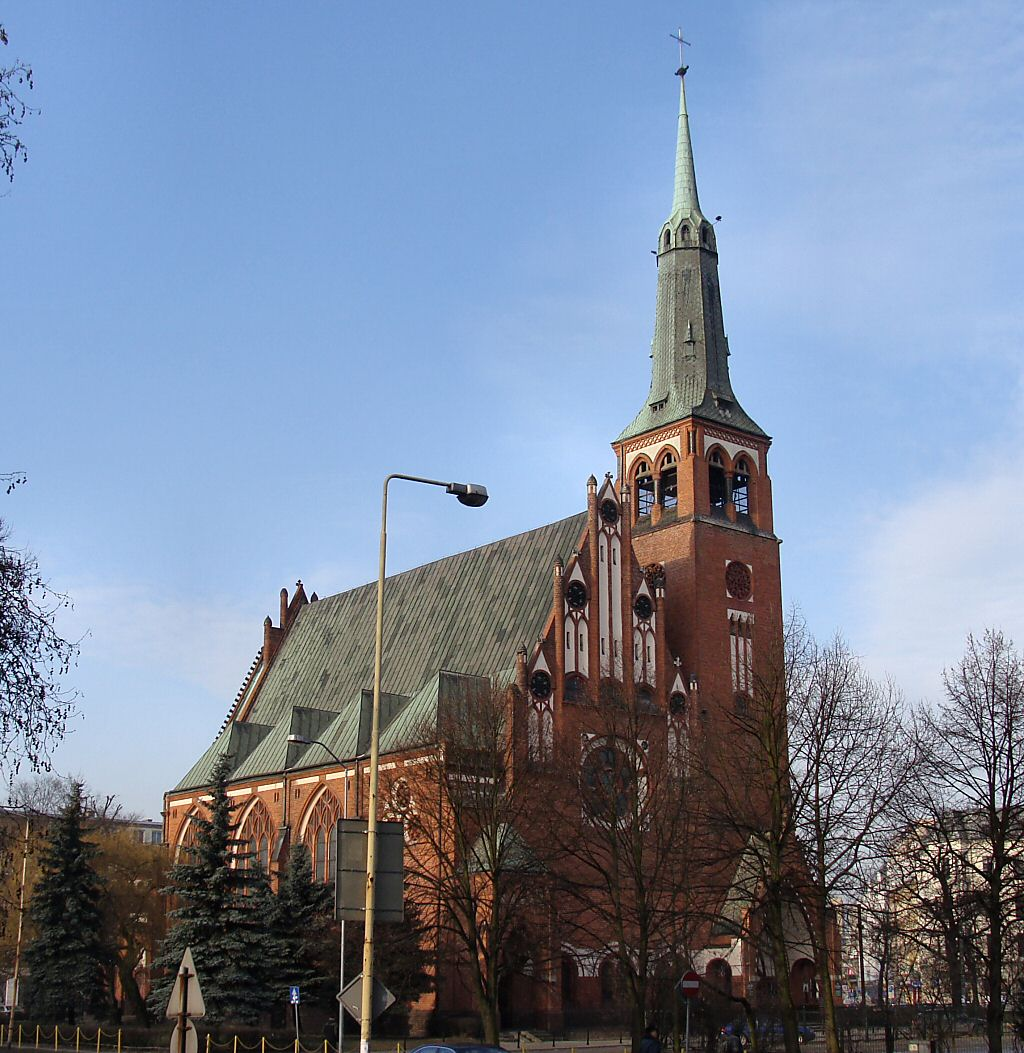
St.-Adalbert-Garnisonkirche
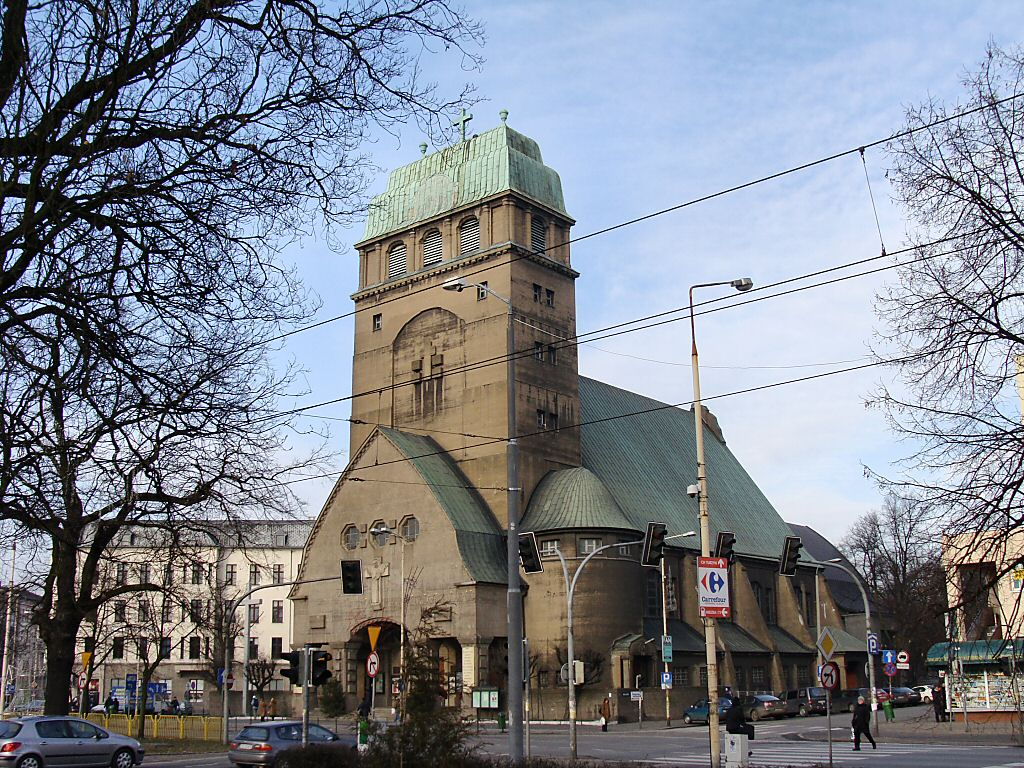
Herz-Jesu-Kirche
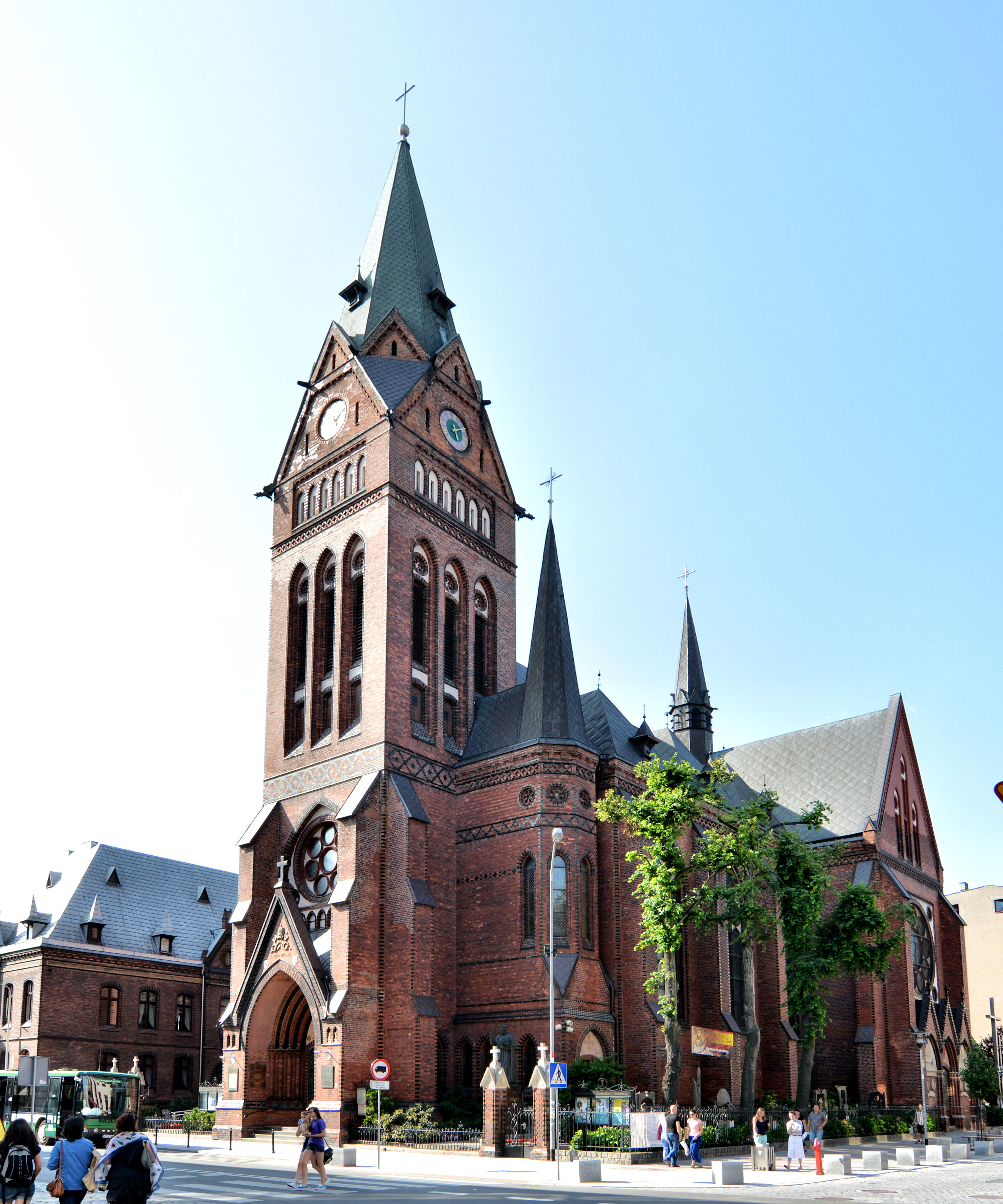
Basilika St. Johannes der Täufer

## Persönlichkeiten, die in der Siedlung gewirkt haben
- Emil Stoewer – Automobilpionier, Geschäftsführer der Stoewer-Werke AG; zwischen 1907 und 1917 wohnte er in einem Mietshaus in der heutigen Jana-Pawła-II-Allee 32.[8]
- Erwin Ackerknecht (1880–1960) – Literaturhistoriker, Professor für Philosophie, Schriftsteller, Bibliothekar, Lehrer; er wohnte in einem Mietshaus in der heutigen Józefa-Piłsudskiego-Allee 37.[9]
- Heliodor Sztark – Bauingenieur, Diplomat, Konsulatsbeamter, Universitätsdozent, Musikliebhaber; er wohnte in einem Mietshaus in der heutigen Józefa-Piłsudskiego-Allee 29.[10]
- Helena Majdaniec – Sängerin; zwischen 1947 und 2002 lebte sie in einem Mietshaus in der heutigen Wielkopolska-Straße 29.[11]
- Kurt Tucholsky (1890–1935) – Journalist und Schriftsteller; er wohnte in einem Mietshaus in der Rayskiego-Straße 29.[12]
- Stanisława Angel-Engelówna – Schauspielerin; in den 1950er Jahren wohnte sie in einem Mietshaus in der Jana-Pawła-II-Allee 43.[13]
- Wilhelm Meyer-Schwartau (1854–1935) – Architekt, Baubeamter; zwischen 1891 und 1935 wohnte er in einem Mietshaus in der heutigen Wojska-Polskiego-Allee 63.[14]

## Galerie

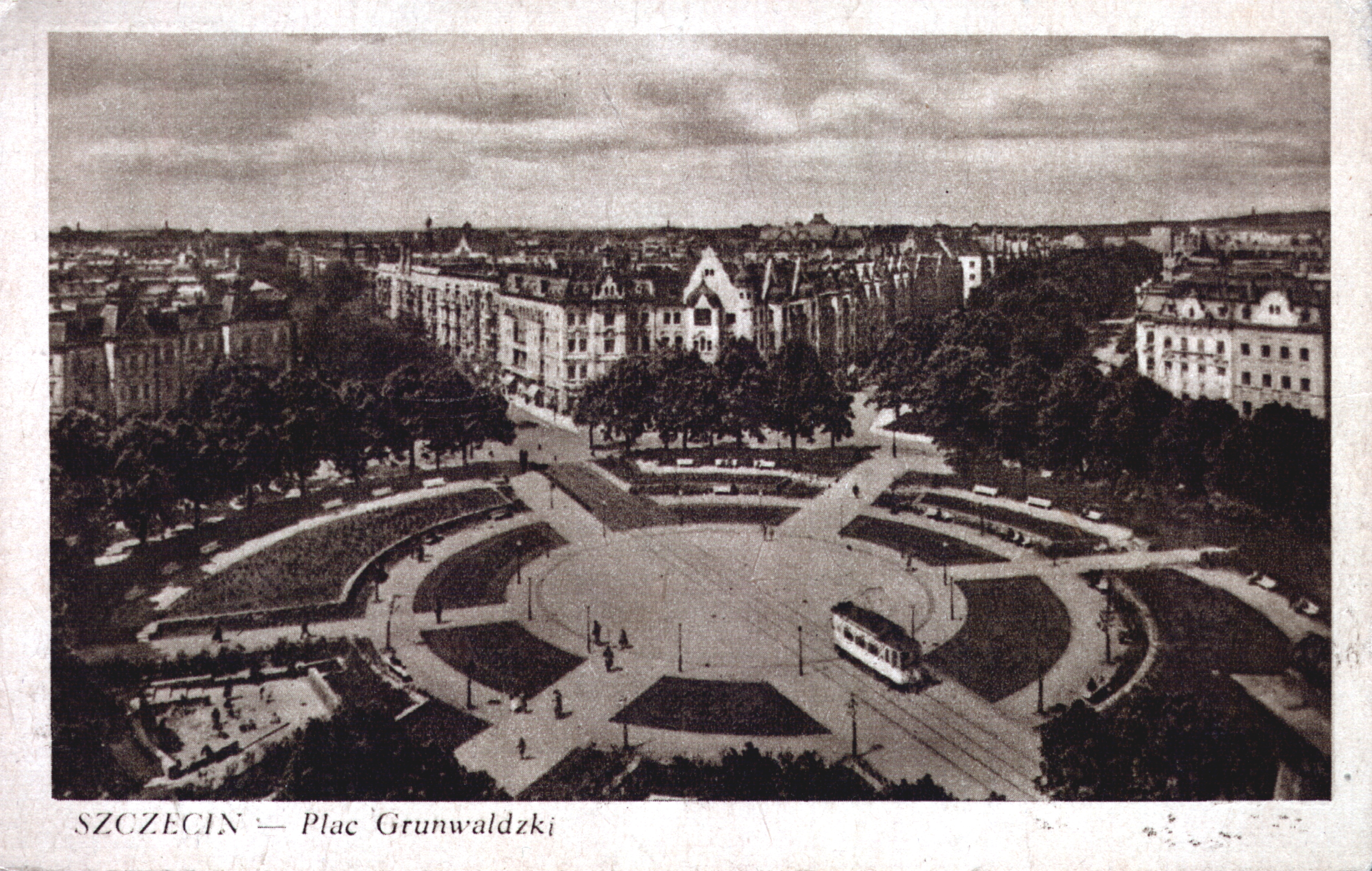
Kaiser-Wilhelm-Platz in den 1930er Jahren
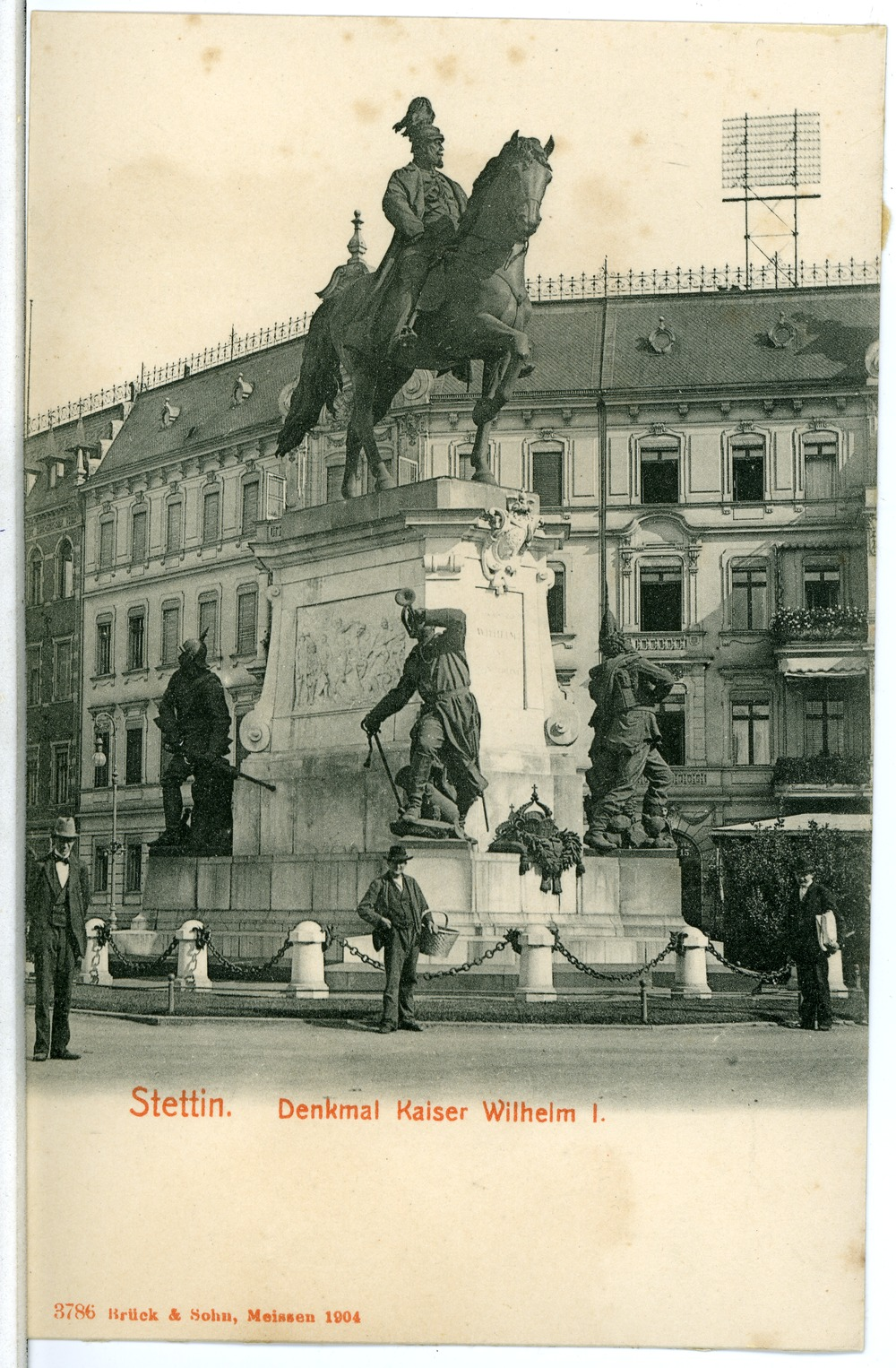
Denkmal Kaiser Wilhelm I am Königsplatz
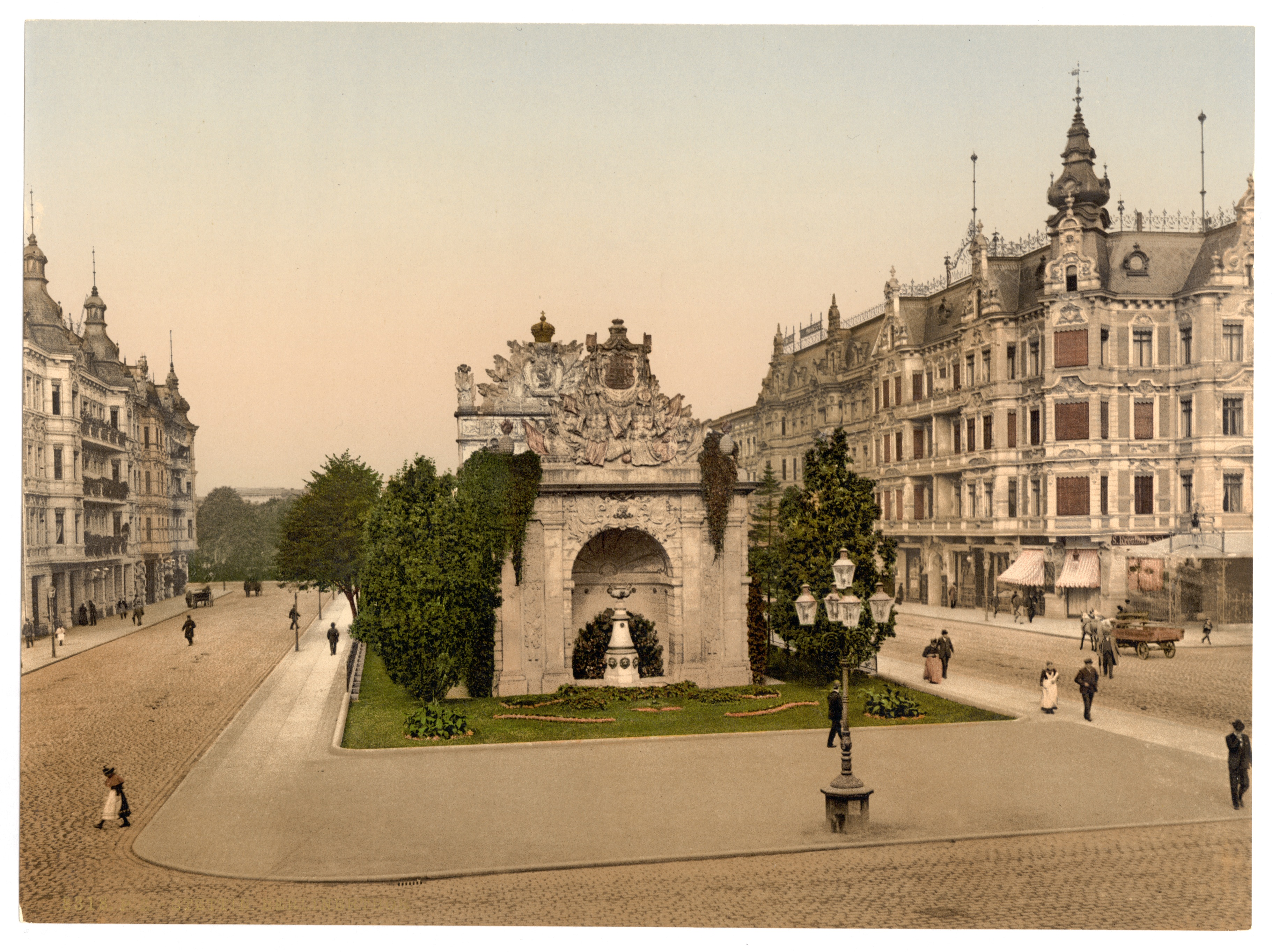
Berliner Tor am Ende des 19. Jahrhunderts
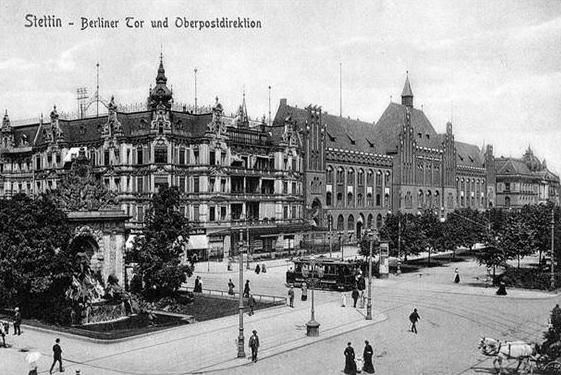
Paradeplatz mit Oberpostdirektion im Jahre 1910
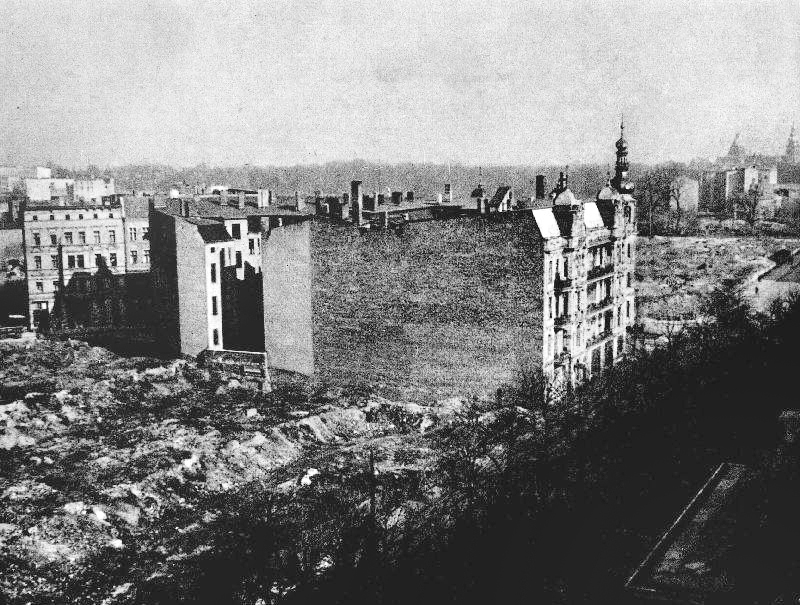
Kriegszerstörungen im Centrum